# نافي (ذا ليجند أوف زيلدا)
نافي (باليابانية: ナビィ, Nabi) شخصية خيالية في لعبة ذا ليجند أوف زيلدا: أوكرينا أوف تايم، يمثل صوته كاوري ميزوهاتشي.
وهي جنية لينك في اللعبة.
الشجرة العظيمة ديكو أعطت لينك نافي لتساعده على هزيمة جانوندورف.
وفي اللعبة، تساعد نافي اللاعب في وجود الأشياء، ونسبة التقدم في اللعبة، والتلميحات